# Loi binomiale négative étendue
En théorie des probabilités et en statistique, la loi binomiale négative tronquée étendue, (ou simplement loi binomiale négative étendue) est une loi de probabilité discrète qui étend la loi binomiale négative ainsi que sa version tronquée pour laquelle des méthodes d'estimation ont été étudiées.
Dans le contexte de la science actuarielle, la loi apparait, pour la première fois, dans sa forme générale (c'est-à-dire pour un paramètre m entier strictement positif quelconque) dans un article de Klaus Hess, Anett Liewald et Klaus D. Schmidt en 2002 où les auteurs caractérisent la loi par une extension de l'itération de Panjer (en). La loi binomiale négative tronquée étendue dans le cas m=1 a été introduite par Steinar Engen en 1974.
Une loi binomiale négative tronquée étendue dépend de trois paramètres : un entier positif non nul m, un réel p entre 0 (inclus) et 1 (exclus) et un réel r strictement compris entre -m et -m+1.

## Définition
Pour un entier naturel {\displaystyle m\geq 1} et des paramètres réels {\displaystyle 0\leq p<1} et {\displaystyle -m<r<-m+1}, la loi binomiale négative étendue est définie par sa fonction de masse :
{\displaystyle f(k;m,r,p)={\frac {{k+r-1 \choose k}q^{k}}{p^{-r}-\sum _{j=0}^{m-1}{j+r-1 \choose j}q^{j}}}~~~\forall k=m,m+1,\dots }
où {\displaystyle q=1-p} et
{\displaystyle {k+r-1 \choose k}={\frac {(k+r-1)_{k}}{k!}}={\frac {\Gamma (k+r)}{k!\,\Gamma (r)}}=(-1)^{k}\,{-r \choose k}}
est un coefficient binomial généralisé, {\displaystyle \Gamma } étant la fonction gamma et {\displaystyle (x)_{k}} désignant la factorielle décroissante.

## Fonction génératrice des probabilités
En utilisant la représentation avec les coefficients binomiaux, la fonction génératrice des probabilités de la loi binomiale négative étendue est donnée par :
{\displaystyle {\begin{aligned}G_{X}(t)&=\sum _{k=m}^{\infty }f(k;m,r,p)t^{k}\\&={\frac {(1-qt)^{-r}-\sum _{j=0}^{m-1}{\binom {j+r-1}{j}}(qt)^{j}}{p^{-r}-\sum _{j=0}^{m-1}{\binom {j+r-1}{j}}q^{j}}}\qquad {\text{ pour }}|t|\leq {\frac {1}{q}}.\end{aligned}}}
Pour le cas m = 1, et donc pour {\displaystyle r\in \left]-1,0\right[}, la fonction génératrice s'écrit
{\displaystyle G_{X}(t)={\frac {1-(1-qt)^{-r}}{1-p^{-r}}}\qquad {\text{ pour }}|t|\leq {\frac {1}{q}}.}